# Steffen Zacharias
Steffen Zacharias (Amburgo, 11 aprile 1927 – North Hollywood, 6 giugno 1989) è stato un attore tedesco.

## Biografia
Compare in 5 film di Bud Spencer e Terence Hill, interpretando ruoli di discreta importanza. Il ruolo più importante lo interpreta nel film Lo chiamavano Trinità..., vestendo i panni di Jonathan Swift, assistente dello sceriffo Bud Spencer. Appare inoltre nei film Anche gli angeli mangiano fagioli, ...e poi lo chiamarono il Magnifico e I quattro dell'Ave Maria. In alcuni film è accreditato come Stephen Zacharias.
Muore nel 1989 a causa di un cancro.

## Filmografia parziale

### Cinema
- Lo scatenato, regia di Franco Indovina (1967)
- Sequestro di persona, regia di Gianfranco Mingozzi (1968)
- I quattro dell'Ave Maria, regia di Giuseppe Colizzi (1968)
- Italian Secret Service, regia di Luigi Comencini (1968)
- Colpo di stato, regia di Luciano Salce (1969)
- Gli intoccabili, regia di Giuliano Montaldo (1969)
- Sotto il segno dello scorpione, regia di Paolo e Vittorio Taviani (1969)
- Un esercito di 5 uomini, regia di Italo Zingarelli (1969)
- I dannati della terra, regia di Valentino Orsini (1969)
- Beatrice Cenci, regia di Lucio Fulci (1969)
- Lettera al Kremlino (The Kremlin Letter), regia di John Huston (1970)
- Metello, regia di Mauro Bolognini (1970)
- Lo chiamavano Trinità..., regia di E.B. Clucher (1970)
- Sledge (A Man Called Sledge), regia di Vic Morrow (1970)
- L'asino d'oro: processo per fatti strani contro Lucius Apuleius cittadino romano, regia di Sergio Spina (1970)
- Le castagne sono buone, regia di Pietro Germi (1970)
- La vendetta è un piatto che si serve freddo, regia di Pasquale Squitieri (1971)
- Quel maledetto giorno della resa dei conti, regia di Sergio Garrone (1971)
- È tornato Sabata... hai chiuso un'altra volta!, regia di Gianfranco Parolini (1971)
- Il vichingo venuto dal sud, regia di Steno (1971)
- ...e poi lo chiamarono il Magnifico, regia di E.B. Clucher (1972)
- Afyon - Oppio, regia di Ferdinando Baldi (1972)
- L'uomo della Mancha (Man of La Mancha), regia di Arthur Hiller (1972)
- Dio, sei proprio un padreterno!, regia di Michele Lupo (1973)
- La colonna infame, regia di Nelo Risi (1973)
- Anche gli angeli mangiano fagioli, regia di E.B. Clucher (1973)
- Milano trema: la polizia vuole giustizia, regia di Sergio Martino (1973)
- Revolver, regia di Sergio Sollima (1973)
- Sette ore di violenza per una soluzione imprevista, regia di Michele Massimo Tarantini (1974)
- Il cittadino si ribella, regia di Enzo G. Castellari (1974) – non accreditato
- La polizia chiede aiuto, regia di Massimo Dallamano (1974)
- Mondo candido, regia di Gualtiero Jacopetti e Franco Prosperi (1975)
- Scusi, dov'è il West? (The Frisco Kid), regia di Robert Aldrich (1979)
- Il giustiziere della notte n. 2 (Death Wish II), regia di Michael Winner (1982)
- I pirati dello spazio (The Ice Pirates), regia di Stewart Raffill (1984)
- Vertenza inconciliabile (Irreconcilable Differences), regia di Charles Shyer (1984)

### Televisione
- Il reporter (The Reporter) – serie TV, episodio 1x05 (1964)
- K2 + 1 – serie TV, episodio 1x05 (1971)
- La casa nella prateria (Little House on the Prairie) – serie TV, episodio 2x05 (1975)
- Tre cuori in affitto (Three's Company) – serie TV, episodio 8x08 (1983)

## Doppiatori italiani
- Bruno Persa in Gli intoccabili, Il vichingo venuto dal sud, Revolver, Sette ore di violenza per una soluzione imprevista
- Roberto Bertea in Sequestro di persona, I quattro dell'Ave Maria
- Ferruccio Amendola in Lo chiamavano Trinità..., Sledge
- Sergio Fiorentini in ...e poi lo chiamarono il Magnifico, Milano trema: la polizia vuole giustizia
- Renato Cominetti in Italian Secret Service
- Corrado Gaipa in Sotto il segno dello scorpione
- Max Turilli in Beatrice Cenci
- Renzo Montagnani in Metello
- Renzo Palmer in La vendetta è un piatto che si serve freddo
- Gianni Bonagura in Quel maledetto giorno della resa dei conti
- Sergio Graziani in Afyon - Oppio
- Carlo Romano in Dio, sei proprio un padreterno!
- Gianfranco Bellini in Anche gli angeli mangiano fagioli
- Renato Turi in La polizia chiede aiuto
- Silvio Spaccesi in K2 + 1